# Gonyleptellus cancellatus
Gonyleptellus cancellatus is een hooiwagen uit de familie Gonyleptidae.